# Cystodytes
Genre
Synonymes
Cistodites
Cystodytes est un genre d'ascidies de l'ordre des Aplousobranchia et de la famille des Polycitoridae.

## Liste des espèces
- Cystodytes antarcticus Sluiter, 1912
- Cystodytes dellechiajei (Della Valle, 1877)
- Cystodytes denudatus Peres, 1953
- Cystodytes durus Drasche, 1883
- Cystodytes fuscus Monniot, 1988
- Cystodytes guinensis Michaelsen, 1914
- Cystodytes lobatus (Ritter, 1900)
- Cystodytes luteus Monniot, 1988
- Cystodytes morifer Michaelsen, 1919
- Cystodytes mucosus Monniot, 1988
- Cystodytes multipapillatus Monniot, 1988
- Cystodytes philippinensis Herdman, 1886
- Cystodytes planus Monniot, 1974
- Cystodytes punctatus Monniot, 1988
- Cystodytes ramosus Kott, 1992
- Cystodytes roseolus Hartmeyer, 1912
- Cystodytes rufus (Sluiter, 1909)
- Cystodytes senegalense Monniot, 1969
- Cystodytes solitus Monniot, 1988
- Cystodytes variabilis (Sluiter, 1909)
- Cystodytes violatinctus Monniot, 1988

Espèces fossiles
- Cistodites elegans Deflandre-Rigaud, 1956 - Lutétien du bassin de Paris
- Cistodites fibratus Deflandre-Rigaud, 1956 - Lutétien du bassin de Paris
- Cistodites incrassatus Bouché, 1962 - Lutétien du bassin de Paris
- Cistodites sp. Deflandre-Rigaud, 1968 - Lutétien du bassin de Paris[2]